# 施承志
施承志（1885年—？），字调梅，浙江杭州人，為中華民国高级将领，军事教育家、武学家；晚清具有革命意识的新軍代表人物。

## 生平
施承志早年毕业于日本陆军士官学校，宣統三年三月初九（1912年4月7日）与黎元洪、许崇智等被授予陆军协都统衔。后担任浙江警官学校（中央警官学校前身）校长，该校由南京国民政府教育部部长朱家骅创办并任首任校长；1930年朱家骅离任，施承志作为朱家骅亲信继任校长一职。朱家骅与施承志通过开办警官学校等措施，强化了警察教育，培养了大批警政干部，使得浙江全省警政面貌为之一变。
施承志晚年退出政坛，归隐田园，潜心研习武学，别号「调梅居士」，有“武林施调梅”之称，著有《太极拳谱内外功研几录》一书。施承志2011年被《中国太极拳大百科》作为古今太极代表人物之一收录。
施承志长子为原中华人民共和国铁道部华北铁路工程局总工程师施锡祉；义弟爲中華民国高级将领厉尔康。